# Região Geográfica Imediata de Itaberaba
A Região Geográfica Imediata de Itaberaba é uma das 34 regiões imediatas do estado brasileiro da Bahia, uma das 6 regiões imediatas que compõem a Região Geográfica Intermediária de Feira de Santana e uma das 509 regiões imediatas no Brasil, criadas pelo IBGE em 2017. É composta de 12 municípios.